# New York 1999
New York 1999 (Make Room! Make Room!) ist ein US-amerikanischer dystopischer Roman von Harry Harrison aus dem Jahr 1966.

## Inhalt
Der Roman zeichnete im Jahr 1966 ein Bild von New York des Jahres 1999 mit einer Einwohnerzahl von 35 Millionen Menschen. Die Mehrheit der Bevölkerung kann sich nicht mehr ernähren, nur einer kleinen Schicht Superreicher ist dies möglich.
Durch einen Zufall findet der 18-jährige Billy Chung heraus, dass in der Wohnung des reichen Mike O’Brien, der in Gaunerkreisen als Big Mike bekannt ist, die Alarmanlage ausgefallen ist. Als er sich daran macht, dies auszunutzen und die Wohnung auszuräumen, wird er von Big Mike überrascht. In Panik erschlägt er diesen und flüchtet unverrichteter Dinge. Da sich die (Einfluss-)Reichen Sorgen machen, dass der Mord an Big Mike im Zusammenhang mit Machtgelüsten eines auswärtigen Verbrechers stehen könnte, setzen sie alle Hebel in Bewegung, um den Fall so schnell wie möglich zu klären.
Der Kriminalpolizist Andy Rusch wird mit der Aufklärung des Falls beauftragt. Eine seiner ersten Handlungen ist die Vernehmung von Shirl Greene, der Lebensgefährtin von Big Mike, einer jungen Frau, die sich mit dieser Beziehung ein Leben ohne Hunger und Angst sichern konnte. Innerhalb kürzester Zeit verlieben sich die beiden ineinander. Als am Ende des Monats der Mietvertrag für die Wohnung aufgelöst wird, zieht Shirl zu Andy, der sich seinerseits die kleine Wohnung bereits mit einem alten Mann, Sol, teilt. Gleichzeitig hat er bereits die Spur des Täters aufgenommen und seine Kollegen haben trotz Ressourcenengpässen mit der Jagd auf Billy begonnen, der anhand der Fingerabdrücke identifiziert worden war. Billy flieht und kommt bei einem alten Landstreicher unter. Als die beiden aus der alten Ruine vertrieben werden, ziehen sie in den Kofferraum eines PKWs auf einem Parkplatz um.
Bald darauf erkrankt Sol an einer Lungenentzündung. Da in New York weder genügend Krankenhausbetten noch Medikamente vorhanden sind, stirbt Sol. Da dadurch Platz in der Wohnung frei wird, macht die 10-köpfige Familie Belicher von ihrem Recht Gebrauch, auf diesen Raum Anspruch zu erheben. Die vielen Menschen auf diesem engen Raum, vor allem aber das ungehörige Benehmen dieser Familie, stürzen Andy und Shirl in einen Streit.
Als Billy seine Familie besucht, wird er beobachtet und Andy wird beauftragt, die Familie zu überprüfen. Als Andy ankommt, findet er Billy vor, der mit dem Messer auf ihn losgeht. In Notwehr zielt Andy auf die Beine, Billy stolpert und so trifft ihn die Kugel in den Kopf. Als er von dem Einsatz zurückkommt, ist Shirl verschwunden, sie hat ihn verlassen.
Im letzten Kapitel patrouilliert Andy, wegen der „Verschwendung von Polizeiressourcen“ durch die Ermittlungen zum Streifendienst strafversetzt, in New York während der Silvesterfeier. Kurz sieht er dabei Shirl, die wieder einen reichen Mann begleitet, und resigniert.

## Form
Der Roman ist in der auktorialen Erzählperspektive abgefasst. Die beiden Handlungsstränge sind zentral über den Mord an Big Mike O’Brien verbunden. Einerseits folgt die Erzählung den Wegen von Billy Chung, andererseits verfolgt sie die sich entwickelnde Beziehung zwischen Shirl Greene und Andy Rusch.

## Weltbild
Der Autor selbst gibt im Vorwort seine Motivation für das Buch wie folgt an: „Im Jahre 1950 verbrauchten die Vereinigten Staaten mit nur 9,5 Prozent der Weltbevölkerung 50 Prozent der Rohstoffe auf der Erde. Dieser Prozentsatz steigt ständig an, und bei der gegenwärtigen Wachstumsrate werden die Vereinigten Staaten binnen fünfzehn Jahren über 83 Prozent der Jahresproduktion aller Rohstoffe der Erde verbrauchen. Wenn die Bevölkerung im gleichen Maßstab weiter wächst, wird dieses Land zum Ende des Jahrhunderts mehr als 100 Prozent der Erdrohstoffe benötigen, falls der derzeitige Lebensstandard gehalten werden soll.“
Die Hauptlast der Erzählarbeit liegt neben den vordergründigen Themen der Liebes- und Kriminalgeschichte daher in der Darstellung einer Welt, die keine Ressourcen mehr zur Verfügung hat. Eine Welt, in der für Kleinigkeiten getötet wird, weil die Polizei nicht genügend Personal hat, sich um Verbrechen zu kümmern; die Tatsache, dass das einzelne Leben keinen Wert mehr hat, verschlimmert die Situation.
In dieser Welt demonstrieren Pensionäre für wenige Tropfen Trinkwasser und werden dabei zu Tode getrampelt, während einige hundert Meter weiter das Wasser in Strömen durch die Duschen rinnt. Der blühende Schwarzmarkt ist nur eines der vielen dargestellten Beispiele für das herrschende Chaos. Gleichzeitig lässt Harrison eine Welt entstehen, in der eine einst reiche Nation durch den unbedachten Umgang mit Ressourcen um das nackte Überleben kämpft.

## Rezeption
Der Roman bildete die Vorlage für den Film Soylent Green (Deutsch: … Jahr 2022 … die überleben wollen) mit Charlton Heston. Das im Film namensgebende Soylent Green kommt jedoch im Buch an keiner Stelle vor.